# آنری گرا (شمشیرباز)
آنری گرا (فرانسوی: Henri Guérin‎; ۲۰ مهٔ ۱۹۰۵ – ۱۱ اکتبر ۱۹۶۷) شمشیرباز اهل فرانسه بود.
وی در بازی‌های المپیک تابستانی ۱۹۴۸ برندهٔ مدال طلا اپه تیمی شده‌است.